# Cilla Johnson
Hanna Cilla Johnson, född Frankenhaeuser 1 juli 1911 i Helsingfors, död 6 april 2002 i Stockholm, var en svensk översättare. Hon var från 1940 gift med författaren Eyvind Johnson.

## Biografi
Cilla Johnson växte upp i Borgå i Finland, där hennes far var arkitekt; modern tillhörde industrimannafamiljen Åström. Efter studentexamen i Borgå följde universitetsstudier vid Helsingfors universitet och hon blev filosofie kandidat i humanistiska ämnen 1935. Hon tillbringade perioder i England, där hon genom sin farmors förmedling kom i kontakt med delar av Bloomsburygruppen. Genom studentlivet i Helsingfors lärde hon känna såväl finlandssvenska som rikssvenska författare. Hon ville utbilda sig till bibliotekarie och arbetade en tid vid stadsbiblioteket i Helsingfors. 
Efter giftermålet med Eyvind Johnson hjälpte hon denne med översättningar som han hade åtagit sig av ekonomiska skäl och framträdde från och med 1942 som översättare i eget namn. Hon översatte en rad norska, danska och engelskspråkiga författare, bland andra Johan Borgen, Knut Hamsun, Aksel Sandemose, Tarjei Vesaas och Elizabeth Bowen. 
Vid sidan av sin översättarverksamhet arbetade hon åren 1968–1982 vid Svenska Akademiens Nobelbibliotek där hon var ansvarig för låneverksamhet och information.
Hon var vän och brevväxlade flitigt med journalisten Barbro Alving, Alvings brev till Johnson finns publicerade i bokserien Personligt : dagböcker och brev som gavs ut 1990–1992. Bokserien är en svit dagboksanteckningar och brev tänkt att ligga som underlag till Alvings memoarer.

## Priser
- 1988 – Svenska Akademiens översättarpris
- 1991 – Elsa Thulins översättarpris